# Płótno

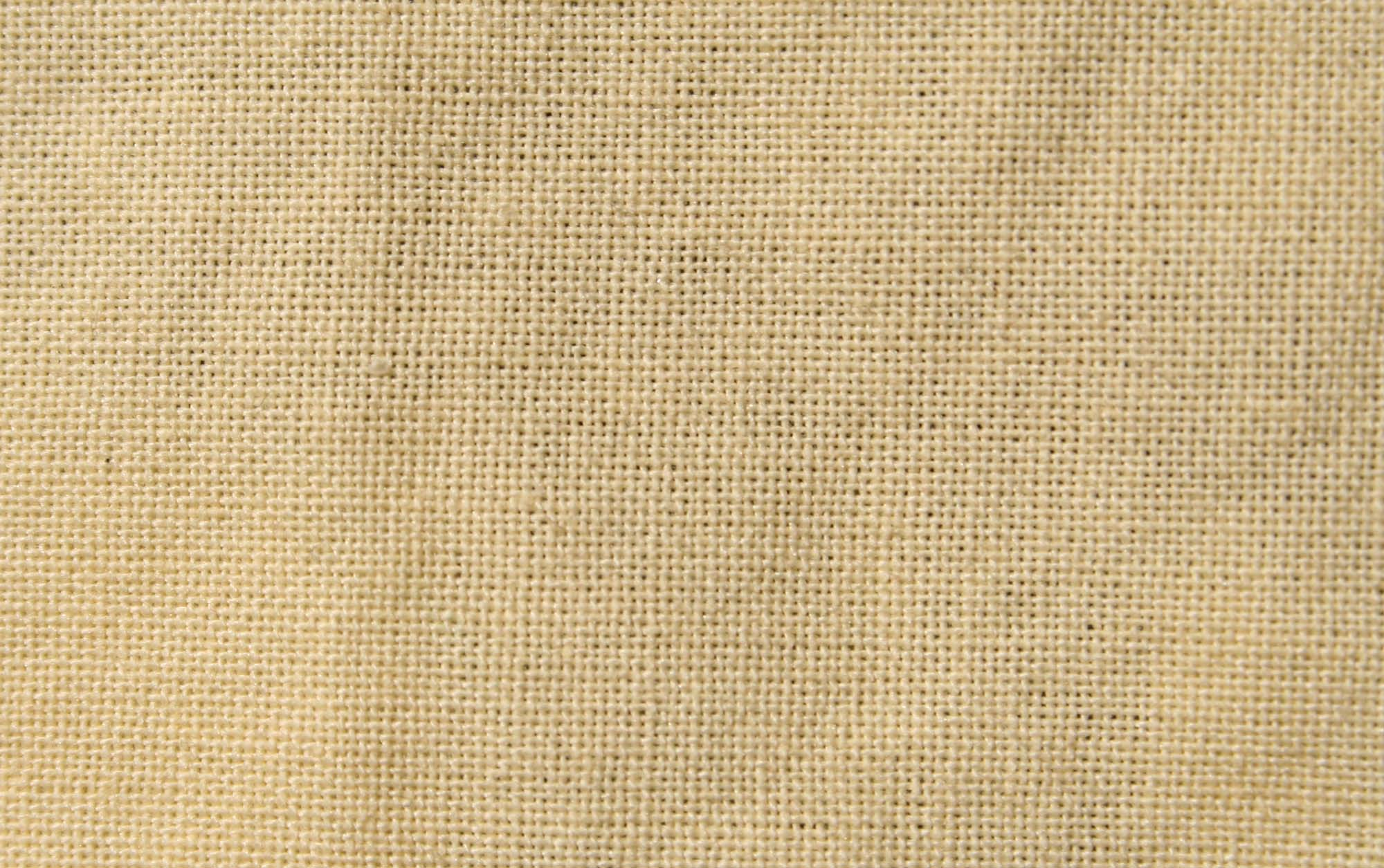
Płótno

Płótno – zwyczajowa nazwa tkaniny wykonanej w splocie płóciennym o wielorakim zastosowaniu. 

## Surowce i wytwarzanie
Przemysłowo wykonywane na krosnach tkackich w zakładach przemysłu lniarskiego. W zależności od przeznaczenia wykonywany z różnego rodzaju i różnej grubości przędz. Surowcem do produkcji płótna są najczęściej przędze z włókien lnianych, bawełnianych, konopnych, jutowych lub z mieszanek tych włókien. Do produkcji używa się przędz zarówno wykończonych (bielonych) jak i  surowych. Z przędz surowych produkuje się tkaniny przeznaczone na cele dekoracyjne.
Chałupniczo płótno lniane lub konopne wykonywane jeszcze dzisiaj w niektórych regionach kraju z surowej przędzy, później bielone na nasłonecznionych stokach, ma wielorakie zastosowanie w gospodarstwie wiejskim. W stanie surowym stosowane jako tzw. płachty żniwne. Często jako surowiec stosowano również włókna pokrzywy. Płótno wykonywane z pokrzywy służyło najczęściej do wykonywania worków.

## Zastosowanie
- bielizna pościelowa
- bielizna stołowa
- bielizna osobista
- odzież
- malarstwo

Niektóre zastosowania specjalne
- batyst – bardzo cienka, niemal przejrzysta, lekka tkanina, gęsta, wykonana z pojedynczej przędzy lnianej, bawełnianej lub jedwabnej. Wykonywana jako bielona, drukowana lub barwiona, stosowana na bieliznę, damską odzież, wyroby dekoracyjne itp.
- płótno krawieckie – gruba tkanina lniana z surowej przędzy dodatkowo usztywniona przez apreturowanie, stosowana jako materiał usztywniający w produkcji odzieży
- płótno żaglowe – bardzo gruba tkanina bawełniana, obecnie wyparta przez tkaniny z włókien syntetycznych (dacron, tergal, kevlar) stosowana na żagle
- brezent – bardzo gruba, gęsto tkana, wytrzymała i sztywna tkanina lniana o splocie płóciennym, stosowana między innymi jako wierzchnie pokrycie ringu, plandeki itp. Dodatkowo impregnowany staje się trudnopalny lub wodoodporny.

## Właściwości
Właściwości są zależne od rodzaju zastosowanych włókien.